# Neosybra costipennis
Neosybra costipennis är en skalbaggsart som beskrevs av Stefan von Breuning 1957. Neosybra costipennis ingår i släktet Neosybra och familjen långhorningar. Inga underarter finns listade i Catalogue of Life.